# Front pour le progrès et la justice
Pour les articles homonymes, voir FPJ.
Le Front pour le progrès et la justice (FPJ) est un ancien parti politique sénégalais, ayant existé de 2003 à 2006.

## Histoire
Le parti avait été officiellement créé le 24 février 2003.
Cette petite formation, favorable à la majorité gouvernementale, était animée par le professeur Insa Sankharé, qui avait déjà créé le Rassemblement pour le progrès, la justice et le socialisme (RPJS) en 1996.
Elle a été reprise et transformée par le leader de l'opposition Idrissa Seck en un autre parti, Rewmi, dont il ne pouvait guère espérer la création officielle.
De fait, le FPJ n'existe plus.

## Organisation
Son siège se trouvait à Guédiawaye.